# Riders of the Range
Riders of the Range er en amerikansk stumfilm fra 1923 af Otis B. Thayer.

## Medvirkende
- Edmund Cobb som Martin Lethbridge
- Frank Gallagher som Blunt Vanier
- Clare Hatton som Gregg Randall
- Roy Langdon som Bob Randall
- Harry Ascher som Red Morriss
- E. Glendower som  Soapweed Harris